# Azúrricsóka
Az azúrricsóka (Calyptomena hosii) a madarak osztályának verébalakúak (Passeriformes) rendjébe és a Calyptomenidae családjába tartozó faj.
Tudományos nevét Charles Hose brit zoológusról kapta.
Besorolásuk vitatott, régebben a  ricsókafélék (Eurylaimidae) családjába tartoztak, az újabb kutatások helyezték az új családba, de ez még nem minden rendszerező által elfogadott.

## Előfordulása
Borneó szigetének északi részén honos, a szigetnek mind az indonéz, mind a malajziai részén előfordul. 600 és 1220 méter közötti hegyi erdők, síkvidéki esőerdők lakója.

## Megjelenése
Testhossza 19–20 centiméter, a hím testtömege 102–115 gramm, a tojóé 92 gramm. Feje, nyaka és a szárnya zöld színű és feketén foltos. A nem többi fajától világoszöld hasa és nyaka révén jól elkülöníthető.

## Életmód
Életmódja kevésbé ismert, párban vagy kis csapatokban fordul elő. Rovarokkal, rügyekkel táplálkozik.

## Szaporodása
Szaporodási időszaka márciusra és áprilisra esik.